# Jánosd (Románia)
Jánosd (Ianoșda), település Romániában, a Partiumban, Bihar megyében.

## Fekvése
Tenkétől északnyugatra, Nagyszalontától északkeletre fekvő település.

## Története
Jánosd Árpád-kori település. Nevét már 1203-ban említette oklevél forum de Janosd néven.
1213-ban Buchud de v. Ianust, 1291–1294 között in Janusd, 1332–1337 között Andreas sacerdos de v. Ivanusd, 1587-ben Janosd, 1888-ban Jánosda, 1913-ban Jánosd néven írták.
1203-ban Imre király a váradi püspökségnek adta Bihar vmármegye vámjainak 2/3 részét, kivéve Jánosd vásárvámját.
1213-ban egy lakója gyantai embert, falunagya pedig varsányi lakost vádol lopással, s idevaló a
bihari ispán poroszlója is.
1300-ban a településen a Görbediek osztoztak meg.
1291–1294 között papja egy évben 1
unciát adott a püspöknek.
A pápai tizedjegyzék szerint papja 1332-ben 12, 1334-ben 13, 1335–1337 között évi 14 garas pápai tizedet fizetett.
1851-ben Fényes Elek írta a településről:
...Bihar vármegyében. A helységnek hosszát végét egy nagy völgy kigyózza át, különben a
határ róna. Népessége 1288 óhitü, 27 római katholikus, 9 református, 4 zsidó. Óhitü anyatenplom. Határa 7810 hold, ... Van itt egy közlakos telkén valami igen nagy épület maradványa, honnan köveket hordanak a lakosok, s hihetőleg kolostor lehetett. Birtokosa 3/4 részben a váradi deák püspök, 1/4 részben Blaskovics Bertalan.
1910-ben 2025 lakosából 114 magyar, 1887 román volt. Ebből 37 római katolikus, 70 református, 1875 görögkeleti ortodox volt.
A trianoni békeszerződés előtt Bihar vármegye Tenkei járásához tartozott.